# Diocèse d'União da Vitória

Cathédrale du Sacré-Cœur.

Le diocèse d'União da Vitória (en latin, Dioecesis Unionensis a Victoria) est une circonscription ecclésiastique de l'Église catholique au Brésil.
Son siège se situe dans la ville d'União da Vitória, dans l'État du Paraná. Créé en 1976, il est suffragant de l'archidiocèse de Curitiba et s'étend sur 10 009 km2.
L'évêque du diocèse est depuis 2019 Mgr Walter Jorge Pinto.